# Лира да браччо

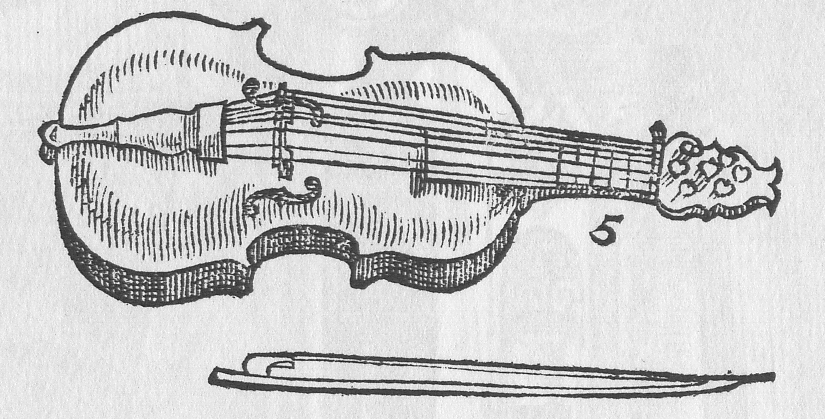
Лира да браччо. Гравюра из трактата М.Преториуса «Syntagma musicum» (1614-15)

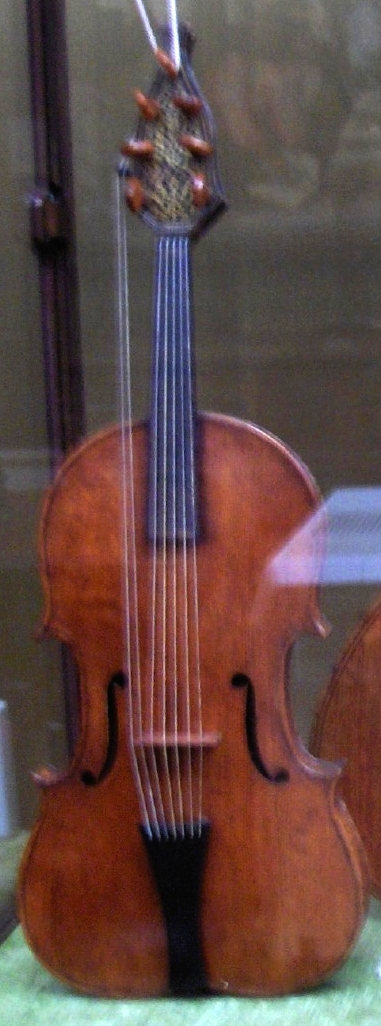
Лира да браччо (1525). Музей Эшмола

Лира да бра́ччо (итал. lira da braccio, буквально — «ручная лира») — струнный смычковый инструмент (хордофон). Был распространён в Италии в XV — XVI веках. О его распространённости свидетельствует тот факт, что Аполлон, расположенный в центре фрески «Парнас» Рафаэля (1511), играет не на античной лире, а на лире да браччо.
Формой корпуса лира да браччо напоминает скрипку, но несколько крупнее её (наподобие альта) и имеет более широкие деку и дно. Другое важное отличие лиры да браччо от скрипки — бурдонные струны, натянутые сбоку от грифа. В типичной конструкции 7 струн, из которых 5 основных и 2 бурдонных. Типичный строй: d-g-d1-a1-e2. Бурдонные струны, как правило, открытые.  Этот инструмент подходит для игры аккордового аккомпанемента (он обычно импровизировался) благодаря пологой подставке, длинному смычку и «перекрёстной» настройке, упрощающей аппликатуру некоторых аккордов. Игра на инструменте сопровождалась пением, чтением и импровизацией стихов, подражая древнегреческим поэтам-певцам, в драматических интермедиях – пением и декламацией стихов актёрами, исполнявшими роли богов, героев и других мифологических персонажей. В 16 веке лира да браччо иногда использовалась в ансамблях (оркестрах) как мелодический инструмент.
Из- за наличие бурдонных струн у лиры да браччо, инструмент имеет сходство с басо-теноровым инструментом – лирой да гамба, или лироне (итал. lira da gamba, lirone), что позволяет некоторым исследователям объединять оба инструмента в одно семейство.
При игре лиру да браччо держали подобно скрипке, прижимая к плечу, однако чаще не горизонтально, а под наклоном — так, что головка находилась значительно ниже корпуса.